# Helmut M. Schmitt-Siegel

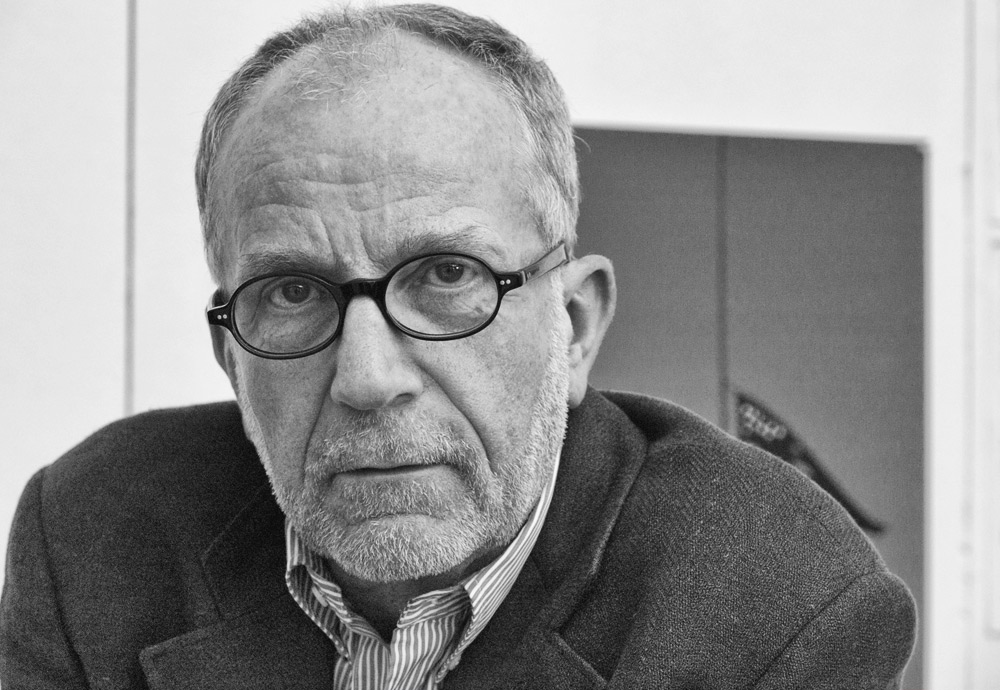
Helmut M. Schmitt-Siegel

Helmut M. Schmitt-Siegel (* 1943 in Hindelang/Allgäu) ist ein deutscher Gestalter.

## Leben
Helmut M. Schmitt-Siegel wurde  als Jugendlicher durch seinen Onkel, Hans Schmitt-Rost, welcher gemeinsam mit Hans Schwippert und Egon Eiermann als Herausgeber der Zeitschrift des Deutschen Werkbundes »werk + zeit« wirkte, mit komplexen Themen der Gestaltung in der modernen Gesellschaft (u. a. Architektur, Design, Fotografie) in Berührung gebracht.
Nach dem Abitur in den USA (1962) und in Duisburg (1964) absolvierte er ein Praktikum im Kölner Atelier des Fotografen Gunther Sander, des Sohns von August Sander. Durch die Empfehlung von Hans G. Conrad, damals weltweiter Werbeleiter der Lufthansa mit Sitz in Köln und Auftraggeber von Otl Aicher, Rektor der Hochschule für Gestaltung Ulm, gelangte Schmitt-Siegel an die HfG. Er nahm dort im Oktober 1965 sein Studium der Visuellen Kommunikation mit dem Schwerpunkt Fotografie/Typografie auf. Nach den Sommerferien 1967 ließ er sich beurlauben. Weil die HfG 1968 ihren Lehrbetrieb einstellte, konnte Schmitt-Siegel sein Studium nicht dort beenden. Stattdessen widmete er sich dem Studium der Psychologie, Soziologie, Pädagogik und Informationstheorie an den Universitäten Köln und Bonn. Das Designstudium schloss er an der Hochschule für Gestaltung Offenbach als Diplom-Designer ab.

## Tätigkeit
Ab 1975 arbeitete Schmitt-Siegel als selbständiger Kommunikationsdesigner und Unternehmensberater in Düsseldorf für öffentliche Auftraggeber, Wirtschaftsunternehmen, Organisationen und Verbände. Unter anderem fotografierte er für die Lufthansa und entwickelte Corporate Design für die Sparkasse Bad Oeynhausen, die Künstlerin Niki de Saint Phalle, Sony, den Kunstverein Bonn und Blaupunkt.
Nach Lehraufträgen für Visuelle Kommunikation an der Kunstakademie Düsseldorf (1977), Visuelles Design an der Universität Wuppertal (1980) und Typografie/Layout an der FH Aachen (1981/82) erfolgte 1985 die Berufung zum Professor für methodisch-konzeptionelle Gestaltung an die FH Bielefeld. Dort lehrte er bis zu seiner Emeritierung 2009. Parallel dazu hat Schmitt-Siegel vielfach Lehraufträge im Ausland übernommen (Gastprofessur am Nova Scotia College of Art and Design, Halifax, Kanada, 1985; DAAD-Stipendium für eine Gastprofessur an der École nationale supérieure de création industrielle, Les Ateliers, Paris, 1990; Gastprofessur am Art Center College of Design (Europe), La Tour-de-Peilz, Schweiz, 1991; Gastseminare an der Kunstakademie Krakau, Polen, 1993/94, 1997/98 und 2006; Gastseminare am Ravensbourne College of Design and Communication, Chislehurst/London, England, 1995; Gastseminare an der Rhode Island School of Design, Providence RI, U.S.A., 1998/99). 1993/94 verantwortete er im Auftrag des Ministers für Wissenschaft, Forschung und Kultur im Land Brandenburg das Konzept für eine European School of Design, Potsdam.
1997 wurde Schmitt-Siegel in den Stifterkreis des Rat für Formgebung (Frankfurt/Main) berufen und im gleichen Jahr zum Voll-Mitglied des Type Directors Club New York gewählt.
Neben seiner Berufstätigkeit hat sich Schmitt-Siegel langjährig ehrenamtlich engagiert. Von 1977 bis 1980 leitete er den Aufbau eines Kommunikationszentrums (»Soziokulturelles Zentrum Z.A.K.K. e.V.«) in Düsseldorf. Von 1975 bis 1983 war er Mitglied des Vorstands im Deutschen Werkbund Nordrhein-Westfalen, von 1978 bis 1983 Mitglied des Werkbundrats (Darmstadt), von 1981 bis 1983 Mitgründer des Deutschen Kulturrats (Bonn) und stellvertretender Vorsitzender der Sektion Kulturarbeit/Soziokultur, von 1989 bis 1992 Mitglied des Vorstands des Internationalen Design Zentrums Berlin (IDZ) sowie 1997 Gründungsmitglied des Fachverbandes Kommunikationsmanagement im Bundesverband Deutscher Unternehmensberater (BDU) und bis 2000 dessen stellvertretender Vorsitzender.

## Bedeutung
Schmitt-Siegel zählt zu den Gestaltern, die für ein umfassendes Verständnis von Kommunikation und Design eintreten. Gestaltung ist danach nicht lediglich die oberflächliche Beschaffenheit (Form, Farbe, Proportion etc.) von Artefakten, sondern das Ergebnis eines vielschichtigen Prozesses, der ganzheitlich ausgerichtet ist. Aus dieser Sicht ist Kommunikation nicht teilbar: Unternehmenskommunikation ist nicht auf Massenmedien beschränkt (z. B. Werbung, PR), sondern umfasst auch Produkte, Dienste, Architektur und Verhalten von Mitarbeitern. Wichtiger als eine spontane Idee ist die methodische Entwicklung allseitiger Konzepte auf der Grundlage systematischer Analyse: »Der Designer ist Übersetzer von verbalen Konzepten bzw. Absichtserklärungen.«
Im Mittelpunkt seines Schaffens standen anfangs die Arbeiten, die sich aus der Durchsetzung der damals neuartigen Begriffe Kommunikation und Design ergaben, insbesondere das Konzept eines übergreifenden visuellen Erscheinungsbildes für Unternehmen und öffentliche Institutionen jeglicher Art, welches Schmitt-Siegel aber in der Fortführung der Überzeugungen der HfG Ulm nicht als modisch-verkaufsfördernden Anstrich, sondern als tiefen Ausdruck grundsätzlicher und langfristig motivierter Ziele, Werte und Überzeugungen betrachtet: »Corporate Design ist das optische Konzentrat eines formulierten Selbstverständnisses.«
Daraus ergibt sich der Anspruch, dass sich das Betätigungsfeld des Gestalters zwangsläufig weit über die typischen Kernarbeitsbereiche hinaus erstreckt. Schmitt-Siegel übernahm deshalb Aufträge als Unternehmensberater mit dem Gegenstand der Identitätsstrategie als Managementkonzept. Corporate Design als ein Management-Tool für Change-Management hat er vermutlich als erster Gestalter in Deutschland behandelt. Die Fragen, die vom Auftraggeber beantwortet werden müssen, um eine adäquate gestalterische Lösung zu entwickeln, lauten: Wer sind Sie, was wollen Sie, wohin wollen Sie und wie möchten Sie gesehen werden? Vor diesem Hintergrund kann Schmitt-Siegel als Begründer der Psycho-Semiotik bezeichnet werden.

## Publikationen
- Weniger ist mehr, aber mehr ist sinnlicher als wenig. In: form 97/1982, 11–15.
- Die Niederlande – fast ein Designer-Paradies… In: form Zeitschrift für Gestaltung, Vol. 108–109/1984, 52 f.
- Kommunikationszentren. Der dringende Bedarf nach sozio-kultureller Infrastruktur. In: Kultur im Alltag. Neue Formen kommunaler Kulturpolitik. Hg. von Harald Naegeli, Roland Günter, Klaus Staeck u. a. Hamburg: VSA-Verlag 1985, 113–118.
- Corporate Design. Merksätze eines Kommunikations-Designers. In: Marketing-Journal, Vol. 6/1987, 602–606.
- Eine klare Linie von Anfang an. Was »Corporate Design« und »Corporate Identity« meinen. In: Süddeutsche Zeitung, Vol. 92/21. April 1988, XIV.
- Marktfaktor Design? Wie wichtig ist deutschen Unternehmen »Die gute Form«? In: Süddeutsche Zeitung, Vol. 216/19. September 1988, 28.
- Observations of a Communication Designer. In: Business Strategy International, Vol. 1/1989, 96–98.
- Corporate Identity: »Nur der Schein trügt nicht.« In: Wörkshop, Vol. 2/1990, 44–48.
- Erst Identifikation schafft Motivation. In: Unternehmenskultur. Ein Weg zum Markterfolg. Hg. von Richard Bachinger. Frankfurt/Main: FAZ Verlag 1990, 60–71. ISBN 3924875499.
- Erscheinungsbilder mit Esprit. In: Page 1/1991, 24–32.
- Vom Vorreiter zum Mittelmaß. Die bundesdeutsche Design-Ausbildung steckt in der Krise – Ziel: Die Reform der Reformen. In: Deutsche Universitätszeitung, 18. Februar 1991
- Marktfaktor Design. In: Süddeutsche Zeitung, 18. September 1991
- The apparent only is nondeceptive. In: Siegmund, W. Christian: Design Agencies Europe, Vol. 1. Moisburg: Siegmund Verlag 1992, 16–35. ISBN 3923251548.
- »Nur der Schein trügt nicht.« In: ECON-Handbuch corporate policies. Wie Ihr Unternehmen erfolgreich auftritt. Düsseldorf: Econ Executive Verlag 1992, 124–144. ISBN 3430119065.
- Ein Brei der Langeweile. In: werben & verkaufen, Vol. 14/1993, 26.
- Nederlands grafisch ontwerp – oder warum seid Ihr so gut? In: Made in Holland. Design aus den Niederlanden. Hg. von Gabriele Lueg. Tübingen/Berlin: Ernst Wasmuth Verlag 1994, 34–36. ISBN 3803030617.
- Corporate Identity. In: Corporate Design 2007, Bonn: Varus-Verlag 2008.

## Ausstellungen und Auszeichnungen (Auswahl)
- Ausstellung Design and Visions, Art Center College of Design (Europe), La Tour-de-Peilz (Schweiz), 1991
- Ausstellung Design als Therapie Stadtmuseum Düsseldorf, 1996–97